# Сан-Хуан (округ, Юта)
Округ Сан-Хуан (англ. San Juan County) располагается в штате Юта, США. Официально образован в 1880 году. По состоянию на 2010 год, численность населения составляла 14 746 человек.

## География
По данным Бюро переписи США, общая площадь округа равняется 20 546,491 км2, из которых 20 253,820 км2 суша и 292,670 км2 или 1,400 % это водоемы.

## Население
По данным переписи населения 2000 года в округе проживает 14 413 жителей в составе 4 089 домашних хозяйств и 3 234 семей. Плотность населения составляет 1,00 человек на км2. На территории округа насчитывается 5 449 жилых строений, при плотности застройки около 0,00-ти строений на км2. Расовый состав населения: белые — 40,77 %, афроамериканцы — 0,12 %, коренные американцы (индейцы) — 55,69 %, азиаты — 0,17 %, гавайцы — 0,03 %, представители других рас — 1,70 %, представители двух или более рас — 1,51 %. Испаноязычные составляли 3,75 % населения независимо от расы.
В составе 4 089,00 % из общего числа домашних хозяйств проживают дети в возрасте до 18 лет, 18,00 % домашних хозяйств представляют собой супружеские пары проживающие вместе, 60,40 % домашних хозяйств представляют собой одиноких женщин без супруга, 14,10 % домашних хозяйств не имеют отношения к семьям, 18,70 % домашних хозяйств состоят из одного человека, 6,70 % домашних хозяйств состоят из престарелых (65 лет и старше), проживающих в одиночестве. Средний размер домашнего хозяйства составляет 3,46 человека, и средний размер семьи 4,02 человека.
Возрастной состав округа: 39,30 % моложе 18 лет, 10,00 % от 18 до 24, 25,20 % от 25 до 44, 17,10 % от 45 до 64 и 17,10 % от 65 и старше. Средний возраст жителя округа 26 лет. На каждые 100 женщин приходится 99,50 мужчин. На каждые 100 женщин старше 18 лет приходится 94,90 мужчин.
Средний доход на домохозяйство в округе составлял 28 137 USD, на семью — 31 673 USD. Среднестатистический заработок мужчины был 31 497 USD против 19 617 USD для женщины. Доход на душу населения составлял 10 229 USD. Около 26,90 % семей и 31,40 % общего населения находились ниже черты бедности, в том числе — 34,70 % молодежи (тех, кому ещё не исполнилось 18 лет) и 35,10 % тех, кому было уже больше 65 лет.